# Pungu
Pungu is een monotypisch geslacht van straalvinnige vissen uit de familie van de cichliden (Cichlidae).

## Soort
- Pungu maclareni (Trewavas, 1962)